# Genesis Motor
A Genesis Motor é uma fabricante de automóveis de luxo fundada em 2015 com sede em Seul na Coreia do Sul, sendo uma subsidiária da Hyundai Motor Company.
O primeiro modelo lançado pela empresa foi o Genesis G90 em 2015, derivado do Hyundai Equus, em 2016 foi lançado o Genesis G80, derivado do Hyundai Genesis, o primeiro modelo original da empresa foi o Genesis G70 lançado em 2017.